# Ouva
Ouva (russe : Ува, oudmourte : Ува) est une commune rurale et le centre administratif du raïon d'Ouva de la république d'Oudmourtie en Russie.

## Présentation
Il est situé le long de la rivière Ouva, à 96 kilomètres à l'ouest d'Ijevsk.
La localité tire ses origines de l'établissement de travailleurs forestiers fondé en 1924. En 1935, elle devient un centre du raïon et en 1938 une agglomération rurale. 
Les deux tiers des résidents sont russes et un tiers oudmourtes.
Le chemin de fer entre Ijevsk et Kilmez passe par Ouva, ainsi que la route menant d'Ijevsk à Nylga, qui bifurque dans l'agglomération vers Vavoj, Selty et Sjums.
Ouva compte des industries forestières et de transformation du bois, une entreprise de production de tourbe, une exploitation porcine et de poulets, une laiterie, une usine de transformation de la viande et d'autres industries agroalimentaires.
Ouva possède un séminaire d'enseignants, une école professionnelle, un centre culturel, un cinéma, des départements du Musée national et du Musée d'art de la République, un hôpital de raïon et un sanatorium.

## Démographie
La population d'Ouva a évolué comme suit:
| 1959   | 1970   | 1979   | 1989   | 2002   | 2010   |
| ------ | ------ | ------ | ------ | ------ | ------ |
| 11 554 | 14 219 | 15 496 | 18 249 | 19 358 | 19 984 |

| 2012   | 2021   | - | - | - | - |
| ------ | ------ | - | - | - | - |
| 19 934 | 19 057 | - | - | - | - |

## Galerie

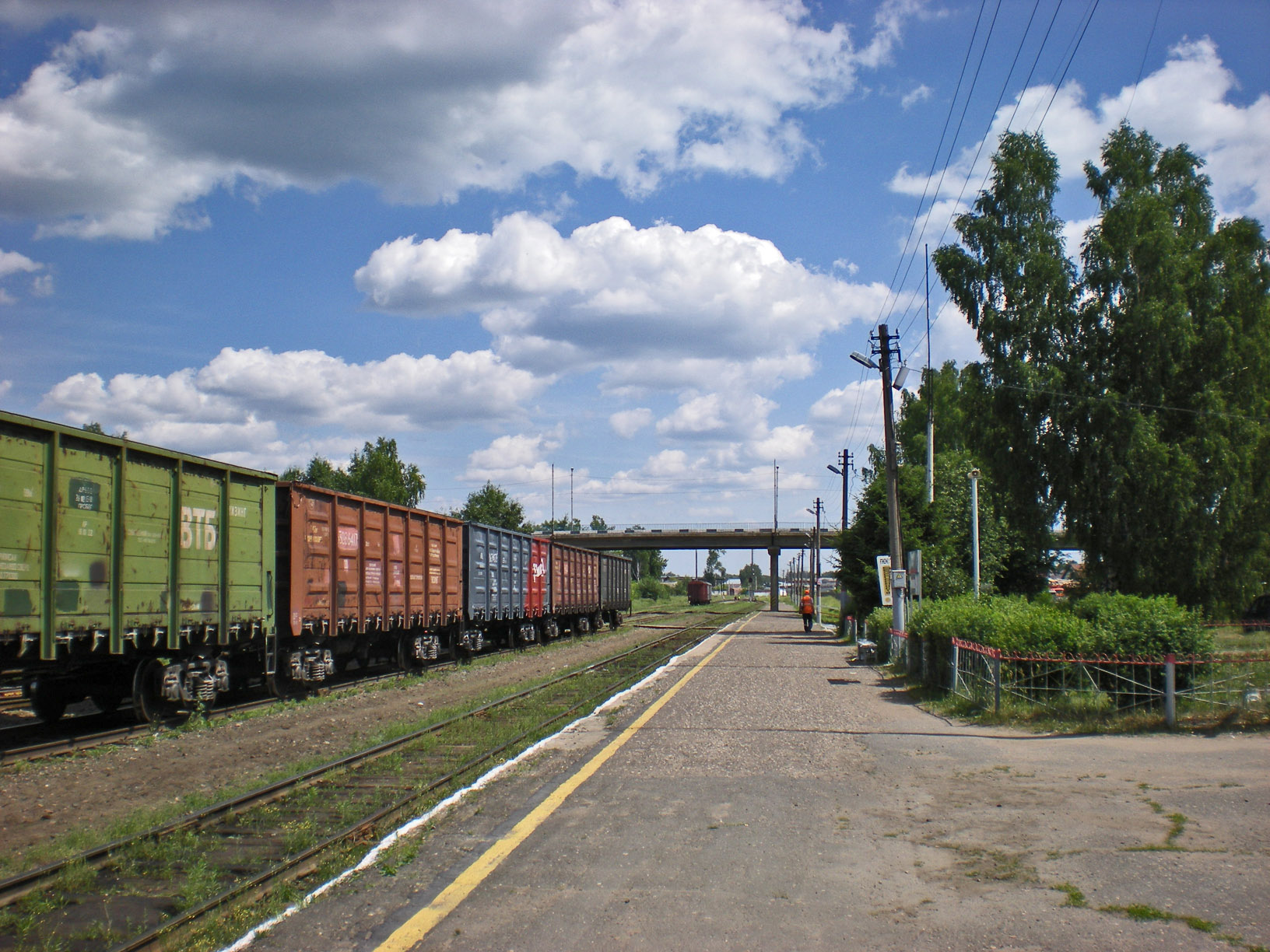
Gare d'Ouva.